# 食雙星

交食双星英仙座β星（大陵五），较亮者为主星、较暗者为伴星

食双星（英語：eclipsing binaries），亦称食变星、光度双星、光变双星、交食双星，是指互相绕行轨道几乎在与观察者视线平面的平行方向、会彼此掩食而造成亮度发生周期性变化的双星系统。交食双星系统由两颗子星组成，一颗较亮的主星与一颗较暗的伴星，在相互引力作用下围绕公共质量中心运动，其互相绕行的轨道几乎在视线方向，这两颗恒星会彼此掩食（一颗子星从另一颗子星前面通过，如同月亮掩食太阳）而造成亮度发生有规律的、周期性变化的双星系统。
阿拉伯人很早就发现英仙座β星（大陵五）恒星亮度有周期性的变化，当时的天文学理论认为恒星亮度永恒不变，于是用鬼魔来解释亮度变化的现象，为之起名，“魔星”（‎），意即“食尸鬼”。1783年5月，年仅18岁的荷兰裔英国天文学者约翰·古德利克（John Goodricke）在英国皇家学会发表了英仙座β星亮度光变的交食双星理论。他经过长期的观测，发现英仙座β星的亮度降到原亮度的三分之一时开始增亮，恢复到原亮度后又开始变暗，如此周而复始。他求出英仙座β星的亮度光变周期为2天20小时49分09秒（现代实际值为2天20小时48分56.5秒），并提出亮度光变是由亮度较暗的伴星交食于亮度较高的主星与观察者视线平面的平行方向的前面而造成的。

## 类型
- 大陵五變星（英仙座β），食外变化较小；
- 渐台二（天琴座β）型球状星团，食外也显著变光，但主极小食甚比次极小食甚暗得多；
- 大熊座W變星，食外显著变光，主极小食甚比次极小食甚稍暗。

## 参阅
- 目视双星
- 分光双星